# مسجد حسینی (بالا ده)
مسجد حسینی (بالا ده) مربوط به دوره قاجار است و در خوسف، خیابان شهید مطهری، کوچه شهید حسن قنودی واقع شده و این اثر در تاریخ ۲۵ اسفند ۱۳۷۹ با شمارهٔ ثبت ۳۶۸۴ به‌عنوان یکی از آثار ملی ایران به ثبت رسیده است.